# Hempstead Washburne

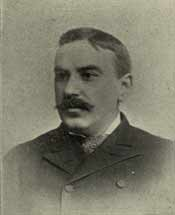
Hempstead Washburne

Hempstead Washburne (* 11. November 1852 in Galena, Illinois; † 13. April 1918 in Chicago, Illinois) war ein US-amerikanischer Politiker. Zwischen 1891 und 1893 war er Bürgermeister der Stadt Chicago.

## Werdegang
Hempstead Washburne war der Sohn von US-Außenminister Elihu B. Washburne (1816–1887) und Neffe der Politiker Israel Washburn, Cadwallader C. Washburn und William D. Washburn. Er besuchte bis 1871 das Kent Hill College in Maine und studierte danach zwei Jahre an der Universität Bonn in Deutschland. Nach einem anschließenden Jurastudium an der University of Wisconsin sowie dem Union College in Chicago und seiner 1874 erfolgten Zulassung als Rechtsanwalt begann er ab 1875 in Chicago in diesem Beruf zu arbeiten. Er wurde juristischer Vertreter der Stadt. Zwischenzeitlich bekleidete er auch die Position des Master in Chancery am dortigen Superior Court.
Politisch schloss sich Washburne der Republikanischen Partei an. 1891 wurde er als Nachfolger von DeWitt Clinton Cregier zum Bürgermeister von Chicago gewählt. Dieses Amt bekleidete er zwischen 1891 und 1893. Das Hauptereignis seiner Amtszeit war die World’s Columbian Exposition im Jahr 1891, deren Organisation er mitgestaltete. Außerdem reformierte er die Polizei. Nach dem Ende seiner Zeit als Bürgermeister arbeitete er in verschiedenen Geschäftsbereichen. Zeitweise gehörte er auch der Civil Service Commission der Stadt Chicago an. Er starb am 13. April 1918.